# Mille-Îles (vinaigrette)

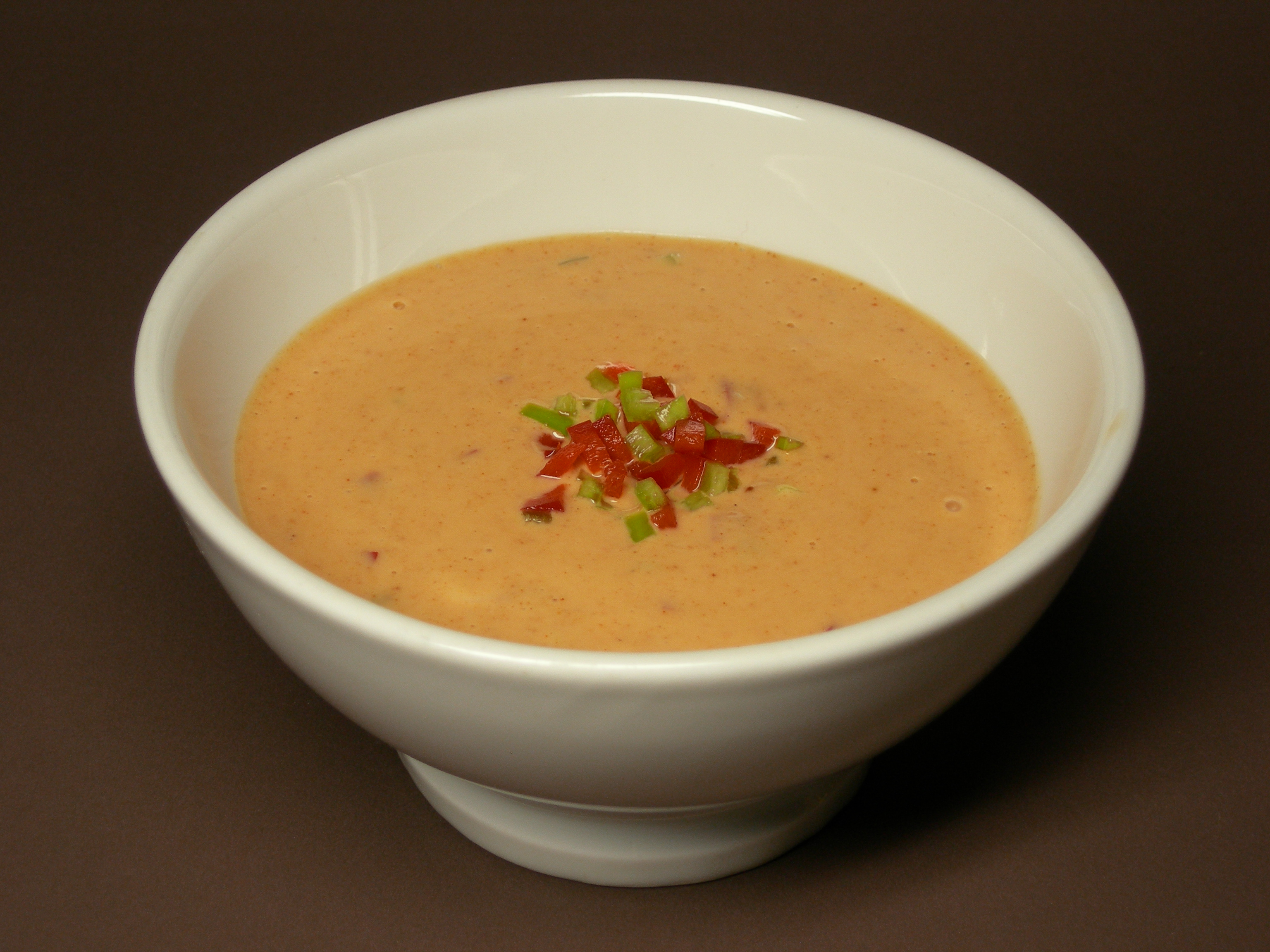
Vinaigrette Mille-Îles utilisée comme trempette.

La Mille-Îles est une vinaigrette qui accompagne de nombreux plats, notamment des salades croquantes, des cocktails de fruits de mer et des crudités.
Elle est à base de tomates et de mayonnaise et peut inclure de l'huile d'olive, du jus de citron, du jus d'orange, du paprika, de la sauce Worcestershire, de la moutarde, du vinaigre, de la crème, de la sauce chili, de la purée de tomate, du ketchup ou de la sauce Tabasco.
Typiquement, elle contient également des ingrédients finement hachés qui peuvent comporter des cornichons, des oignons, des poivrons, des olives vertes, de l'œuf dur, du persil, du piment, de la ciboulette, de l'ail ou des noix hachées.

## Origines
La vinaigrette Mille-Îles est attestée dans un livre de cuisine de 1900, dans un contexte laissant entendre qu'elle était alors connue à La Nouvelle-Orléans.
Selon The Oxford Companion of Food and Drink (Le Compagnon Oxford de l'alimentation et boissons), « le nom vient probablement des Mille-Îles situées entre les États-Unis et le Canada dans le fleuve Saint-Laurent ». Dans la région des Mille-Îles, on raconte souvent que la femme d'un guide de pêche, Sophia Lalonde, avait préparé cette vinaigrette pour le casse-croûte de son mari, George. Souvent, dans cette version, l'actrice May Irwin en demanda la recette après l'avoir dégustée. Irwin, à son tour, la donna à un autre résident des Mille-Îles, George Boldt, qui y avait construit sa villa estivale, le château de Boldt. Propriétaire de l'hôtel Waldorf-Astoria, Boldt demanda à son maître d'hôtel, Oscar Tschirky, d'ajouter cette vinaigrette au menu de l'établissement. Un article de 1959 du National Geographic affirme que la « vinaigrette Mille-Îles aurait été inventée par le cuisinier de Boldt ».